# ロベルト・アラーニャ

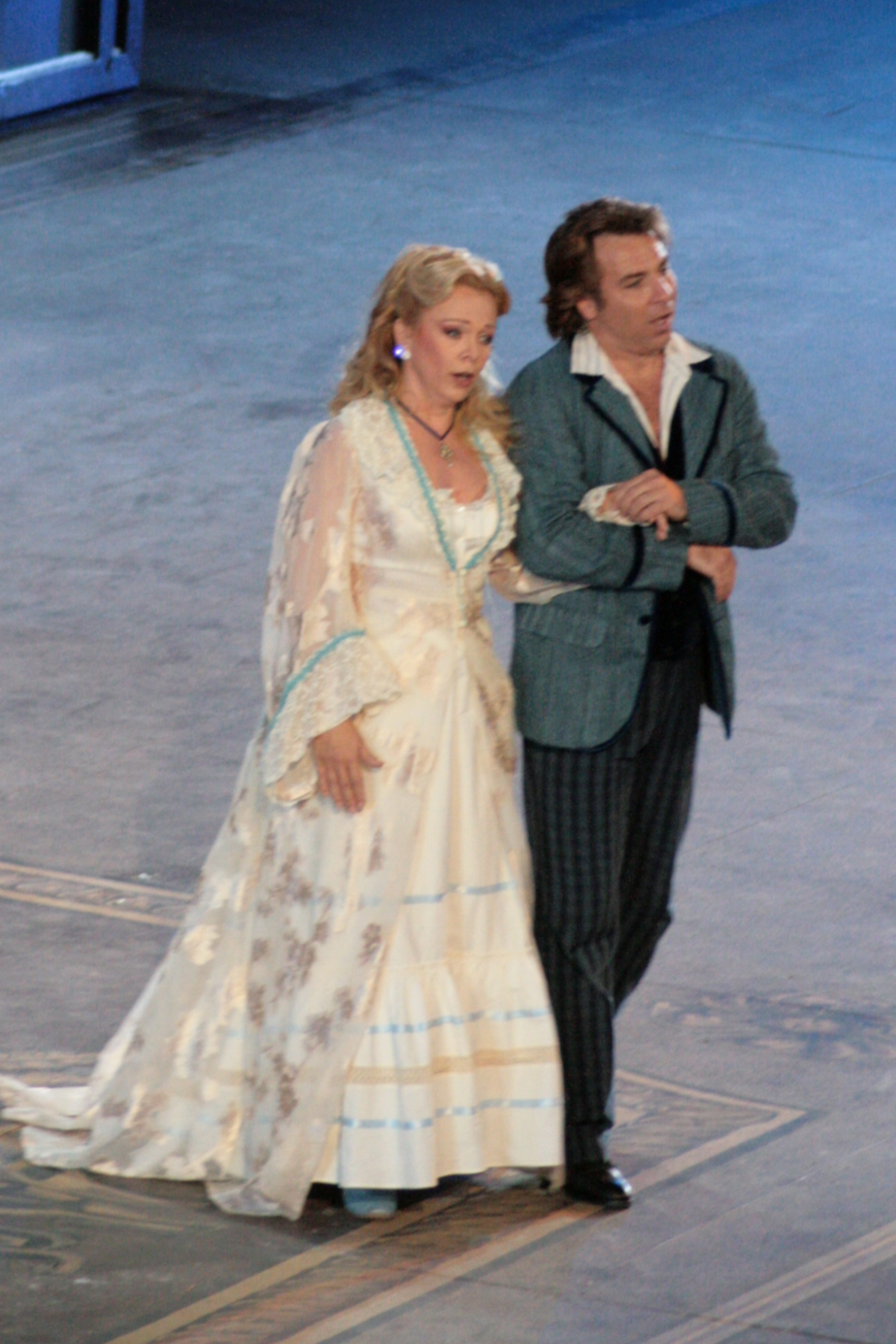
2008年 オランジュ音楽祭

ロベルト・アラーニャ（Roberto Alagna, 1963年6月7日 - ）は、フランスのテノール歌手。叙情的な歌唱スタイルと秀でた演技力で、現代を代表するテノールの一人である。

## 生い立ち
シチリア出身の両親のもと、フランスのパリ郊外クリシー＝ス＝ボワに生まれる。10代からパリのナイトクラブでポップスを歌い始めるが、マリオ・ランツァの映画『歌劇王カルーソ』や、歴史的テノールの録音に影響を受けオペラを志す。しかしその大部分は独学であった。現在フランスとイタリア両国の国籍を持ち、パリ在住。

## 経歴
1988年にフィラデルフィアで開催されたルチアーノ・パヴァロッティ国際声楽コンクールで優勝し、同年にグラインドボーン・ツアー・オペラの『椿姫』のアルフレード役でデビューした。椿姫をフランスとイタリアの小都市を中心に150回以上歌い、その間に評判を得て主要な劇場に招かれる。1990年にスカラ座、1992年にコヴェントガーデン、1996年にメトロポリタン歌劇場にデビューしている。1994年にコヴェントガーデンでシャルル・グノーの「ロメオとジュリエット」のロメオ役で大成功をおさめローレンス・オリヴィエ賞を受賞、国際的スターの座を得る。
2006年12月にスカラ座の2006/07シーズンの『アイーダ』でラダメス役をつとめたが、2回目の公演の1幕のアリア「清きアイーダ」で天井桟敷からブーイングを受けたことに抗議して上演途中で退場、上演の残りを代役が普段着のまま歌ったことで話題になった。スカラ座の聴衆は演奏家に厳しいことで有名で、頻繁に起きるブーイングの習慣については批判も多い。翌年のメトロポリタン歌劇場で同じラダメスを歌ったアラーニャに、聴衆はスタンディングオベーションを与えている。その後スカラ座には出演していなかったが、2013年9月、スカラ座より出演依頼を受けていることを明かしており、再三の出演要請に応じる形で2020年12月の開幕ガラコンサートで復帰している。
フランスのオランジュ音楽祭（フランスの公共TVでゴールデンタイムに生中継される）と、米国のメトロポリタン歌劇場のライブHD（世界中の映画館に生中継される）の常連であり、オランジュ音楽祭では『椿姫』、『リゴレット』、『ロメオとジュリエット』、『カルメン』、『ラ・ボエーム』、『イル・トロヴァトーレ』、『ファウスト』、『アイーダ』、『道化師』、『カヴァレリア・ルスティカーナ』、『トスカ』、『トゥーランドット』、『オテロ』、『サムソンとデリラ』を、メトロポリタン歌劇場のライブHDでは『ロメオとジュリエット』、『ドン・カルロ』、『つばめ』、『カルメン』、『アイーダ』、『トスカ』、『マノン・レスコー』、『蝶々夫人』、『サムソンとデリラ』を歌っている。
フランス政府は2008年にアラーニャに レジオン・ドヌール勲章（シュヴァリエ）を、2021年に同勲章（オフィシエ）を与えている。

## レパートリー
イタリア語とフランス語のオペラを主なレパートリーとしている。特にフランス語の言葉遣い（ディクション）の明瞭さが特徴であり、自然で美しいフランス語、巻き舌にしないRを使える稀な歌手である。
20代から30代は明るい声質を生かし、『ロメオとジュリエット』のロメオ、『ラ・ボエーム』のロドルフォなど軽いリリコの役が中心であったが、徐々に声質が重くなるに合わせ、『カルメン』のドン・ホセ、『イル・トロヴァトーレ』のマンリーコなどスピントの役柄に移行、現在は『アイーダ』のラダメスや『トゥーランドット』のカラフなどドラマティックな役もレパートリーとしている。しかし本質的にリリック・テノールであり、ロマンティックで情熱的な情感に溢れる歌唱が持ち味である。
特に顕著な功績として、上演機会の少ないフランスの作品の復活に力を入れており、 アルファーノの『シラノ・ド・ベルジュラック』、マスネの『ノートルダムの曲芸師』、『ル・シッド』、『ナヴァラの娘』、ラロの『フィエスク』、ベルリオーズの『レリオ』、ドビュッシー の『放蕩息子』、ヴェルディの『ドン・カルロス』（フランス語原典版）、ドニゼッティの『ランメルモールのルチア』（フランス語版）などを録音すると同時に、新作ウラジミール・コスマの『マリウスとファニー』を初演している。また、近年再評価の機運が高まっているグランド・オペラにも積極的であり、ベルリオーズの『トロイアの人々』、マイアベーアの『ヴァスコ・ダ・ガマ（アフリカの女）』、アレヴィの『ユダヤの女』、ショーソンの『アルテュス王』を歌っている。
オペラ以外にポップス歌手の一面を持ち、ルイス・マリアーノへのオマージュを歌ったCDは40万枚、両親の故郷シチリアの曲を歌ったシシリアンのCDは35万枚のヒットとなっている。フランス国内ではポピュラーコンサートの全国ツアーを複数回行っており、ポピュラーではオペラとは全く異なる発声で歌っている。

## 家族
最初の妻（Florence Lancien）は1994年に脳腫瘍のため死去。彼女との間には1991年生まれの娘がいる。
1996年にルーマニア出身のソプラノ歌手アンジェラ・ゲオルギューと再婚した。ステージとレコーディングで数多くの共演を行い、オペラ界のゴールデンカップルと呼ばれたが、2009年に、ゲオルギューが自身のウェブサイトで2年間別居状態であり離婚を望んでいることを公表した。その後2人はいったん和解し、共演も再開するが、2013年1月に離婚に合意したことを発表、同年5月に離婚が成立している。同年9月にアラーニャは、新しいパートナーであるポーランド出身のソプラノ歌手アレクサンドラ・クルジャクの懐妊を公表、2014年1月29日に女の子Malèna Alagnaが誕生している。クルジャクとは2015年11月に結婚し、多くの共演を行っている。
アラーニャは弟（舞台監督のフレデリコ・アラーニャ、および作曲家のダヴィド・アラーニャ）といくつかのプロジェクトで一緒に仕事をしている。ダヴィドの作曲したオペラ『死刑囚最後の日』（原作・ヴィクトル・ユーゴー）に主演、録音を行っている。

## 役
| 役名                   | 作品名                             | 作曲家               |
| ---------------------- | ---------------------------------- | -------------------- |
| アルフレード           | 椿姫                               | ヴェルディ           |
| ドン・カルロス         | ドン・カルロス（仏語版）           | ヴェルディ           |
| ドン・カルロ           | ドン・カルロ                       | ヴェルディ           |
| マンリーコ             | イル・トロヴァトーレ               | ヴェルディ           |
| マントヴァ公           | リゴレット                         | ヴェルディ           |
| マクダフ               | マクベス                           | ヴェルディ           |
| ラダメス               | アイーダ                           | ヴェルディ           |
| リッカルド             | 仮面舞踏会                         | ヴェルディ           |
| オテロ                 | オテロ                             | ヴェルディ           |
| ガブリエーレ           | シモン・ボッカネグラ               | ヴェルディ           |
| ロドルフォ             | ルイザ・ミラー                     | ヴェルディ           |
| ロメオ                 | ロメオとジュリエット               | グノー               |
| ファウスト             | ファウスト                         | グノー               |
| ドン・ジョゼ           | カルメン                           | ビゼー               |
| ナディール             | 真珠採り                           | ビゼー               |
| ウェルテル             | ウェルテル                         | マスネ               |
| デ・グリュー           | マノン                             | マスネ               |
| ジャン                 | ノートルダムの曲芸師               | マスネ               |
| アラキル               | ナヴァラの娘                       | マスネ               |
| ロドリーグ             | ル・シッド                         | マスネ               |
| ホフマン               | ホフマン物語                       | オッフェンバック     |
| シラノ                 | シラノ・ド・ベルジュラック         | アルファーノ         |
| ロドルフォ             | ラ・ボエーム                       | プッチーニ           |
| マリオ・カヴァラドッシ | トスカ                             | プッチーニ           |
| ルッジェーロ           | つばめ                             | プッチーニ           |
| ピンカートン           | 蝶々夫人                           | プッチーニ           |
| リヌッチョ             | ジャンニ・スキッキ                 | プッチーニ           |
| カラフ                 | トゥーランドット                   | プッチーニ           |
| デ・グリュー           | マノン・レスコー                   | プッチーニ           |
| ネモリーノ             | 愛の妙薬                           | ドニゼッティ         |
| エドガルド             | ランメルモールのルチア             | ドニゼッティ         |
| エドガー               | ランメルモールのルチア（仏語版）   | ドニゼッティ         |
| ロベルト               | ロベルト・デヴリュー               | ドニゼッティ         |
| フリッツ               | 友人フリッツ                       | マスカーニ           |
| トゥリドゥ             | カヴァレリア・ルスティカーナ       | マスカーニ           |
| カニオ                 | 道化師                             | レオンカヴァッロ     |
| アンドレア・シェニエ   | アンドレア・シェニエ               | ジョルダーノ         |
| ロリス・イパノフ伯爵   | フェドーラ                         | ジョルダーノ         |
| パオロ                 | フランチェスカ・ダ・リミニ         | ザンドナーイ         |
| オルフェ               | オルフェとエウリディーチェ         | グルック             |
| マリウス               | マリウスとファニー                 | コスマ               |
| 死刑囚                 | 死刑囚最後の日                     | ダヴィド・アラーニャ |
| マウリツィオ           | アドリアーナ・ルクヴルール         | チレア               |
| フィエスク             | フィエスク                         | ラロ                 |
| エネ                   | トロイアの人々                     | ベルリオーズ         |
| ウリッセ               | ペネロープ                         | フォーレ             |
| ランスロット           | アルテュス王                       | ショーソン           |
| ヴァスコ・ダ・ガマ     | ヴァスコ・ダ・ガマ（アフリカの女） | マイアベーア         |
| アザエル               | 放蕩息子                           | ドビュッシー         |
| エレアザル             | ユダヤの女                         | アレヴィ             |
| サムソン               | サムソンとデリラ                   | サン＝サーンス       |
| ローエングリン         | ローエングリン                     | ワーグナー           |